# 大涌橋路

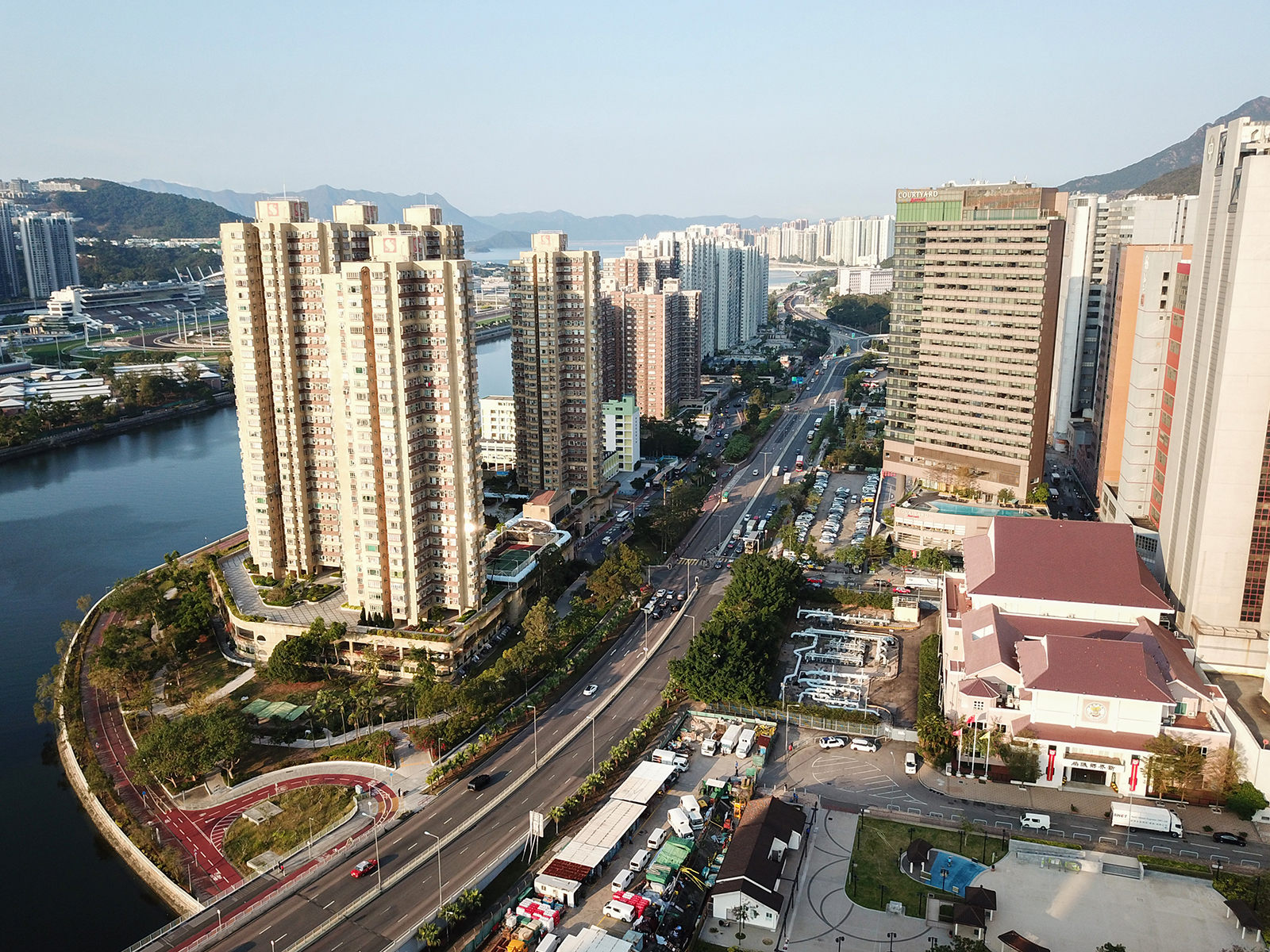
大涌橋路近石門（2019年）

大涌橋路（英語：Tai Chung Kiu Road），是香港的一條行車道路，位於新界沙田城門河東，從沙田東面的大老山公路石門交匯處開始，至獅子山隧道公路止，西接車公廟路。
由於大涌橋路依城門河而建，貫通多個主要住宅區，因此漸漸成為區內南北向主幹道路，地位僅次於沙田路及大埔公路－沙田段。

## 歷史
「大涌橋路」命名源於昔日一道橫跨城門河的橋樑「大涌橋」，「大涌」是城門河的別名。該橋連接左岸之白鶴汀（即現時的沙田公園）及右岸神召會（即現時的香港聖經研習中心）旁的「吳園」，以石條鋪砌而成，於1915年6月啟用，成為歷史上首條接通沙田兩岸的橋樑。未築橋前，沙田兩岸鄉民在潮漲時可乘橫水渡渡河，潮退時則可走在石頭上來往彼岸。20世紀初，山廈圍（即曾大屋）曾氏族彥曾文光有感當時未有橋樑連通「大涌」兩岸，遂倡議修橋、發起募捐，獲香港政府資助1,000元作建造款項。該橋曾於1927年被颱風所毀後重修，在1962年颱風溫黛襲港時再次倒塌，後鄉民在原址興建木橋取代之。1970年代初，沙田發展成新市鎮，復由政府重建成混凝土行人橋，惟「大涌橋」一名已隨新市鎮發展而湮沒於歷史洪流之中。
大涌橋路是沙田發展成新市鎮時的產物，於1980年代初成形。當時小瀝源道被永久分拆，其中位於城門河道（原沙田海填剩的水道）右岸一段小瀝源道被擴闊為雙程分隔公路，興建時該段小瀝源道遷往東側，而原址則封閉以擴闊。新路段在1980年通車，1981年4月3日當局將獅子山隧道公路向東北伸展約2240米（約至沙田第一城）的一段大涌橋路刊憲命名，餘下通往現今石門交匯處的路段亦在1984年3月9日予以刊憲命名。
大涌橋路的北端在1990年前與馬鞍山路連接，至1990年與大老山公路的興建，興建後大涌橋路的北端改為石門交匯處。

## 沿線主要交匯道路
- 亞公角街
- 大老山公路
- 石門交匯處
- 安景街、安心街
- 安景街、安麗街
- 小瀝源路
- 火炭路（翠榕橋）、沙田路
- 圓洲角路
- 沙田鄉事會路（沙燕橋）、沙田圍路
- 沙角街
- 獅子山隧道公路
- 車公廟路

## 沿線主要建築物
- 碧濤花園
- 香港沙田萬怡酒店
- 濱景花園
- 明星海鮮舫
- 沙田第一城
- 富豪花園
- 圓洲角公園
- 麗豪酒店
- 河畔花園
- 沙角邨
- 乙明邨
- 曾大屋遊樂場

## 道路安全

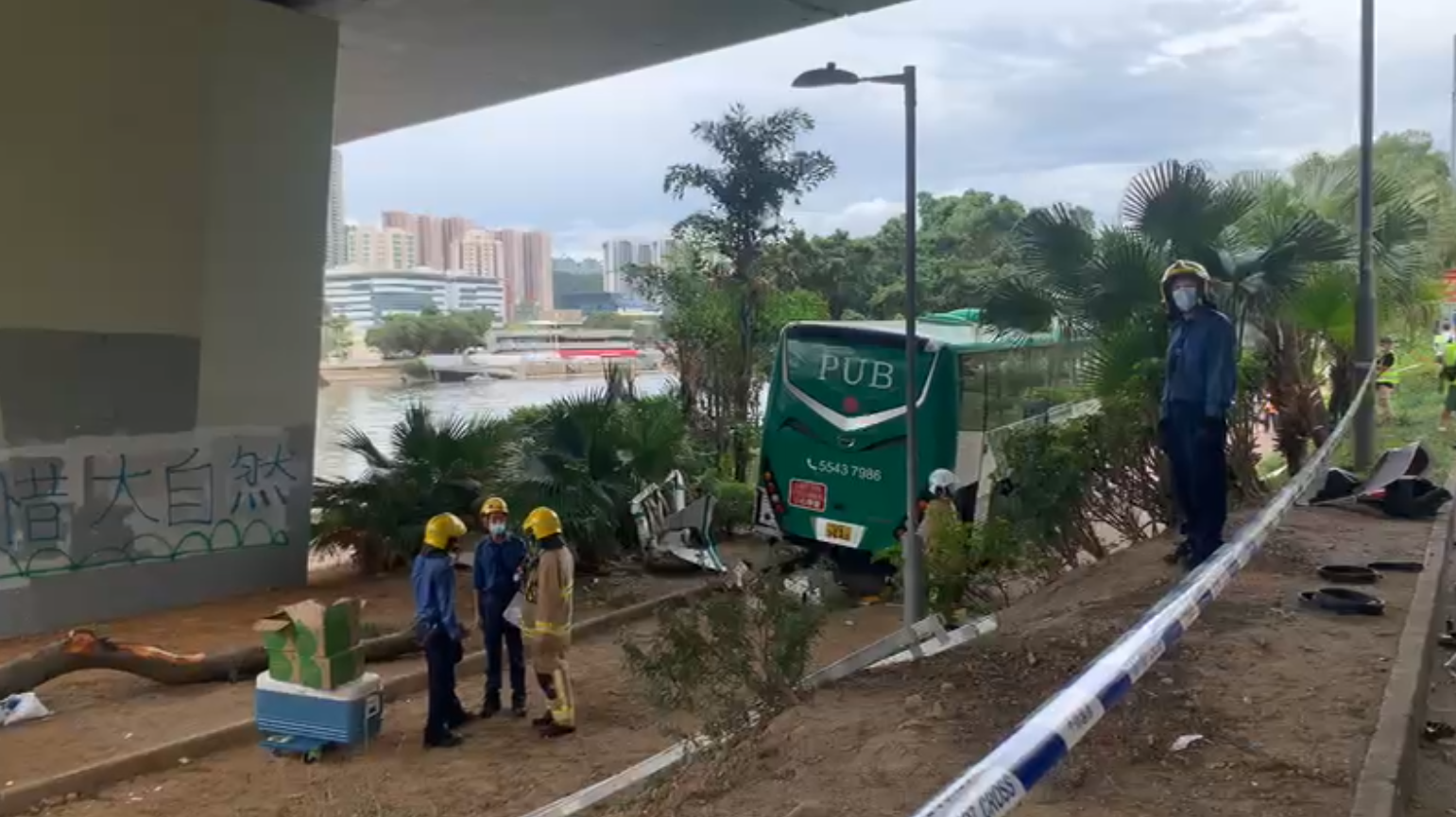
2021年6月4日，一輛載有55名學童的校巴，疑未有按照交通標誌右轉，強行直駛撞向路中石壆，校巴衝落單車徑。意外中有25人受傷送院

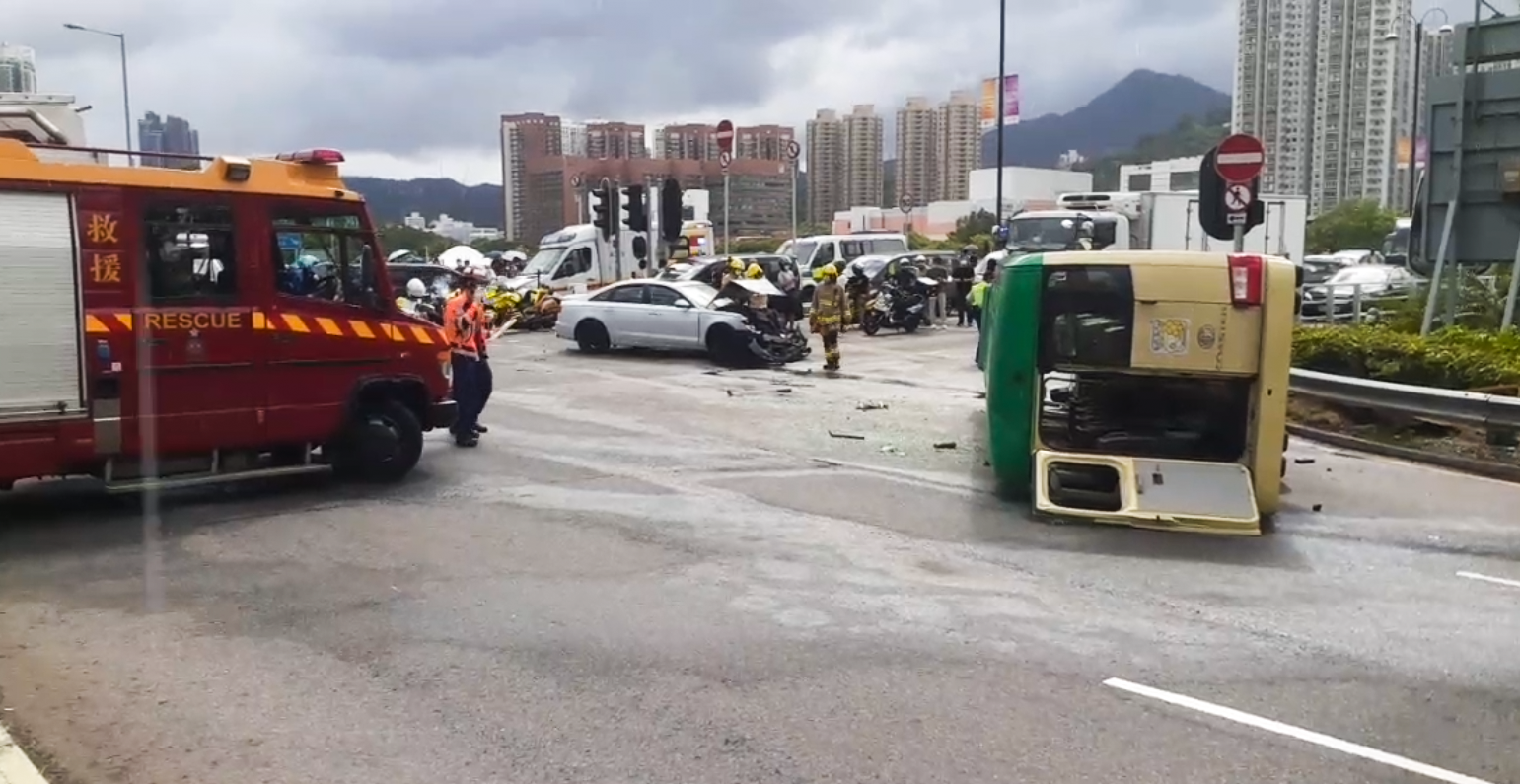
2021年6月13日下午，大涌橋路與沙田圍路交界，一輛白色私家車與一輛803號綠色專線小巴相撞，導致小巴翻側，造成1死7傷

大涌橋路沿路設有多組俗稱「孭仔燈」的交通燈，該設計容易使司機看錯燈號，統計顯示自2008年起的10年裏發生過74宗車禍，而2014至2019年9月錄得253宗交通意外，造成3人死亡，436人受傷。當中2019年更曾試過在3天內發生2宗車禍。有區議員、前線司機和教車師傅都反映孭仔燈極容易混淆駕駛者，將轉左的綠燈看成是直行的綠燈。雖然曾向運輸署、路政署等政府部門反映問題，更發起汽車慢駛遊行要求政府正視，但情況仍未改善。
2005年4月9日，一輛行走N281線的雙層巴士於沙田大涌橋路與火炭路交界與一部的士相撞，造成3死2傷，意外原因懷疑是其中一方衝紅燈肇禍。
2010年5月17日，大涌橋路近沙田鄉事會路、沙田圍路發生致命交通意外，的士與65A線小巴相撞，2死5傷。
2015年1月19日，一輛行走47X線的雙層巴士沿大涌橋路右轉入沙角街時，與對面一輛往大圍方向的的士相撞，造成1死19傷
2021年6月4日下午，大涌橋路及火炭路交界發生嚴重交通意外，一輛載有55名學童的校巴，疑未有按照交通標誌右轉，強行直駛撞向路中石壆，校巴衝落單車徑。意外中有25人受傷送院，包括23名小學生和1名保母。校巴司機則骨折，涉危險駕駛被捕。到2022年7月，被告承認一項危險駕駛罪，辯方求情指被告曾患肝癌和換肝，需依賴藥物維生。案發後被告脊椎亦受傷。最後區域法院判處被告監禁5個月，停牌18個月，並須參加駕駛改進課程。
2021年6月13日下午，大涌橋路與沙田圍路交界、河畔花園對出位置，一輛私家車與一輛803線專線小巴相撞，導致小巴翻側，59歲小巴司機當場死亡，另至少7傷。初步疑因私家車司機及其前車不暸解附屬燈號（「孭仔燈」）的指示而肇禍。

## 外部連結
- Google Map圖片與地圖（页面存档备份，存于）

22°23′05″N 114°11′54″E / 22.3848367°N 114.1982107°E